# Andreas Scheu

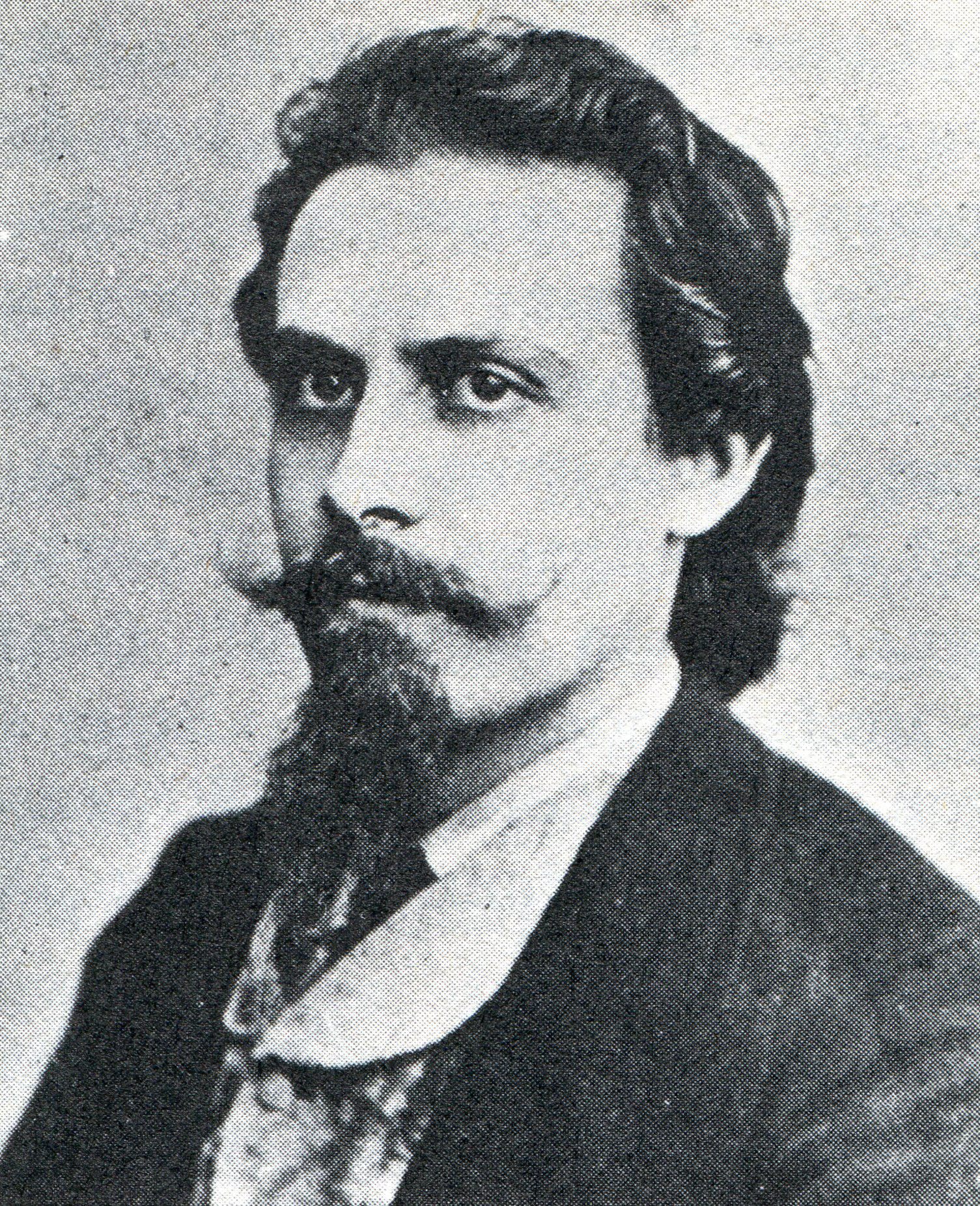
Andreas Scheu

Andreas Scheu (* 27. Jänner 1844 in Wien; † 29. August 1927 in Rapperswil (Schweiz)) war ein österreichischer sozialdemokratischer Politiker. Er zählt zu den Pionieren der österreichischen Arbeiterbewegung.

## Leben
Er stammte aus einer kinderreichen Familie von Handwerkern. Sein Bruder Josef Franz Georg Scheu war Komponist, ein anderer Bruder Heinrich Scheu war Publizist und Xylograph. Er war Onkel des Politikers und Juristen Gustav Scheu. 
Scheu war Vergolder von Beruf. Er war nach seiner Lehre zeitweise in Prag tätig, kehrte aber bald nach Wien zurück. Von der niederösterreichischen Handelskammer wurde er zur Weltausstellung von 1867 nach Paris geschickt. Im Jahr 1867 schloss er sich in Wien einem Arbeiterbildungsverein an. Bereits 1868 trat er im Arbeiterbildungsverein Gumpendorf, der als einer der Vorläufer der Sozialdemokratischen Arbeiterpartei Österreichs gilt, als Redner in Versammlungen auf. Er wurde Leitungsmitglied und sprach als bekannter Agitator in Österreich und Ungarn. Im Jahr 1868 war er Sekretär der Arbeiter-Industrie-Ausstellung in Wien. Er wurde 1869 Mitglied der Internationalen Arbeiterassoziation um Karl Marx. Zusammen mit anderen wie Heinrich Oberwinder nahm er im selben Jahr am Eisenacher Parteitag der deutschen Sozialdemokratie teil. Seit 1870 war er Redakteur und Herausgeber des Wochenblatts „Volkswille.“ Im Jahr 1870 wurde er wegen angeblichen Hochverrats verhaftet im Wiener Hochverratsprozess vor Gericht gestellt und zu fünf Jahren Gefängnis verurteilt. Bereits 1871 wurde er amnestiert. Im Konflikt zwischen den Gemäßigten und den radikalen Teilen der österreichischen Arbeiterbewegung gehörte Scheu der radikalen Richtung an. Er war 1874 maßgeblich am Zustandekommen des Einigungs- und  Gründungsparteitag der österreichischen Sozialdemokratie in Neudörfl beteiligt. 
Noch im selben Jahr emigrierte er, nach einer erneuten Verhaftung in Prag, nach England. Er schloss sich dort der englischen Arbeiterbewegung an und nahm als deren Vertreter 1889 am ersten Sozialistenkongress in Paris teil. Er war auch Delegierter der internationalen Kongresse in Zürich im Jahr 1893 und Stuttgart 1907. 
In England zählte er zeitweise zu den Mitarbeitern des Anarchisten Johann Most bei dessen Zeitung „Freiheit.“ Er war dort auch Mitbegründer der „Social Democratic Federation“ und der „Socialist League“. Mit William Morris verband ihn eine enge Freundschaft. Gleichwohl blieb Scheu in Kontakt zur Sozialdemokratie in Österreich und schrieb für verschiedene Zeitungen. 
Im Jahr 1912 siedelte er nach Weimar und 1914 in die Schweiz über. Er war Gegner des Ersten Weltkrieges und widmete sich schriftstellerischen Arbeiten.

## Werke
- Gedichte. Scheu, Andreas. In: Deutsche Arbeiter-Dichtung. Band 5, Verlag J. H. W. Dietz, Stuttgart 1893.
- Traumesbotschaft. In: Die neue Zeit : Revue des geistigen und öffentlichen Lebens (1893).
- Lebensbilder aus England. In: Die neue Zeit : Revue des geistigen und öffentlichen Lebens (1894).
- Maiendämmerung und andere Frühlingslieder. Scheu, Andreas. Verlag J. H. W. Dietz, Stuttgart 1899.
- Elsa Grimm. Eine Erzählung aus dem Ende des XIX. Jahrhunderts. In: Arbeiter-Zeitung (Wien) 1906.
- Das genossenschaftliche Familienheim. In: Sozialistische Monatshefte (1912).
- Umsturzkeime. Erlebnisse eines Kämpfers. Scheu, Andreas. Teil 1: Kinder-, Lehr- u. Wanderjahre; Teil 2: Werdegang; Teil 3: Auf freiem Boden; Wien : Wiener Volksbuchhandlung 1923.